# Břest
Břest är en ort i Tjeckien.   Den ligger i regionen Zlín, i den östra delen av landet, 230 km öster om huvudstaden Prag. Břest ligger 201 meter över havet och antalet invånare är 954.
Terrängen runt Břest är platt.Runt Břest är det ganska tätbefolkat, med 96 invånare per kvadratkilometer. Närmaste större samhälle är Přerov, 11,6 km norr om Břest. Trakten runt Břest består till största delen av jordbruksmark.